# KRYNA
KRYNA株式会社 （クライナかぶしきかいしゃ） は、日本の音響機器メーカー。

## 概要
現在は東京都町田市金森東に本社を持つ。オーディオ用真空管アンプやスピーカーをはじめとする、オーディオ製品全般を製造・販売を行う会社である。

## 沿革
- 1978年（昭和53年）6月 - サウンドミネを創業。
- 1980年（昭和55年）5月21日 - サウンドミネ株式会社を設立。
- 2005年（平成17年）11月 - KRYPTON株式会社に社名変更。
- 2007年（平成19年）
  - 2月 - KRYNA & PLUTON株式会社に社名変更。
  - 3月 - ブランド名をKRYNA、KRYNAProに変更
- 2011年（平成23年）9月 - KRYNA株式会社に社名変更。